# Франкенштајн или модерни Прометеј
Франкенштајн или Модерни Прометеј (енгл. Frankenstein, or The Modern Prometeus) роман је енглеске књижевнице Мери Шели (1797–1851) који је настао 1818. и који говори о Виктору Франкенштајну, младом научнику који ствара гнусно, паметно створење путем једног необичног научног експеримента. Шели је почела да пише ову причу у својој осамнаестој години у епистоларној форми, а прво издање романа је анонимно објављено у Лондону 1. јануара 1818, кад је она имала двадесет година.
Предговор за књигу јој је написао Перси Биш Шели и са посветом филозофу Вилијаму Годвину, њеном оцу.
Дело је објављено у три тома, стандардном формату за прва издања из 19. века у тиражу од само 500 примерака. 
Иако је дело прожето готиком и романтизмом Франкенштајн се сматра првим романом научне фантастике. Сматра се да је инспирација за лик Франкенштајна био хемичар Хамфри Дејви.

## Радња
Радња романа се одвија у 18. веку, а почиње када капетан Волтон, пропали писац, са својим бродом плови по арктичком кругу, у нади да ће проширити своје научно знање. Током путовања посада у даљини примећује псећу саоницу коју вози џиновска фигура. Неколико сати касније посада спасава скоро смрзнутог научника Виктора Франкенштајна који је био у потрази за огромним човеком кога је посада видела пар сати раније. Виктор у Волтону види исту ону опсесију која је и њега уништила и препричава му своју причу о животним невољама као упозорење. Као млади научник Виктор напушта свој дом у Женеви у Швајцарској и одлази да студира медицину у Инголштату у Немачкој. У једном тренутку инспирације, Виктор проналази начин како да неживу материју поврати у живот. Потпуно опседнут открићем, Виктор почиње од разних делова мртваца да склапа хуманоидну креатуру коју намерава да оживи. Његов је циљ да биће буде прекрасно, али када га оживи разочара се, јер биће је одвратно, превелико и унакажено. Имало је воденасте беле очи и жуту кожу која једва покрива мишиће и крвне судове испод. Ужаснут, Виктор напушта просторију и затвара врата за собом. Када се врати са циљем да уништи створење, ово је већ побегло. Следећих неколико месеци Виктор се опоравља од исцрпљености, све док не добија поруку од куће да му је убијен брат. Одмах одлази кући и крај Женеве види створење, те је уверен да је оно убило његовог брата. По Викторовом доласку кући, породична слушкиња Јустине је осумњичена за то убиство, осуђена и погубљена зато што је код ње нађен Вилијамов медаљон.
Праћен тугом и осећајем кривице Виктор одлази у планине и ту, на Монблану проналази чудовиште, које му прича своју причу. Чудовиште је било интелигентно и артикулисано и научило да говори посматрајући једну породицу кроз рупу у зиду. Чинио им је, скривајући се, мања добра дела, али када су га угледали, згрозили су се над његовим изгледом. Тада су га отерали. Људи су га терали где год су га угледали због његовог одбојног изгледа. Желећи освету, чудовиште је дошло до Викторове куће, убило му брата и наместило злочин слушкињи Јустине. Сада чудовиште жели од Виктора само једно: моли га да створи још једно чудовиште, женско, да не буде сам. При томе му обећава да ће престати да се свети човечанству и да ће њих двоје живети заједно, одвојени од цивилизације у јужноамеричкој дивљини. Првобитно, Виктор пристаје зато што му створење прети да ће убити његове преостале пријатеље и вољене и да неће стати док га не уништи. Виктор на Оркнијским острвима креће са радом на новом створењу. Тада почињу да га муче катастрофалне слутње да ће друго створење постати горе него прво, или да би стварање другог створења могло довести до размножавања расе која би представљала претњу за човечанство. Већ напола направљену креатуру уништава згађен сам собом и својим делом. За освету, чудовиште му најпре убије најбољег пријатеља, а затим и вереницу у првој брачној ноћи. Викторов отац ослабљен годинама и Елизабетином смрћу умире неколико дана касније. У потрази за осветом Виктор тада постаје ловац и прогања чудовиште преко Европе и севера Русије све до Арктичког океана, а даље на Северни пол. Створење му увек измиче за мало и он због исцрпљености и промрзлина не може да настави потеру и тад га налази Волтонов брод. Након пар дана лед онемогућава наставак путовања и неколико дана проводе заробљени у леду где пар чланова посаде умире од хладноће.
Посада тад тражи да крену на југ чим се брод ослободи, али Виктор покушава да их убеди да наставе потрагу, али не успева у томе. Виктор иако веома слаб ипак одлучује да ће сам да настави потрагу и инсистира да створење мора да умре, али услед исцрпљености Виктор после пар дана умире саветујући Волтона да тражи срећу у миру и избегава амбиције. Убрзо после тога Волтон на броду открива створење које тугује за Виктором. Тад му створење каже да му Викторова смрт није донела олакшање и да га оно што је урадио чини још јаднијим него што је Виктор икада био. Исто му каже да ће да се убије како нико никад не би сазнао за његово постојање. Тад оно силази са брода и удаљава се на леденој санти.

## Галерија
- Илустрација Теодора фон Холста са насловне стране издања из 1831. године[8]
- Године 1910, Edison Studios објавили су прву филмску адаптацију романа Мери Шели
- Фотографија Бориса Карлофа у улози Франкенштајна

## Екранизација
Прва филмска адаптација дела се десила 1910. године, у ери немог филма од стране Едисон студија.
1931. године Јуниверсал пикчерс студио екранизује Франкенштајна и то постаје прва екранизација овог дела са звуком.
У годинама након тога излази велики број других адаптација под истим именом, а многе популарне телевизијске серије преузимају лик Франкенштајновог чудовишта које се појављује у серијама.